# Episcopalisme
Episcopalisme is ofwel het streven om aan de bisschoppen het hoogste gezag toe te kennen of een samenvattende uitdrukking voor allerlei opvattingen in de Katholieke Kerk waarin aan de macht van de bisschoppen in het bestuur van de Kerk uitbreiding werd gegeven ten koste van het primaatschap van de paus.   Het gallicanisme, febronianisme en jozefinisme wilden de rechtsmacht van de afzonderlijke bisschoppen accentueren tegenover die van de paus. 
Het woord 'episcopaals' is afgeleid van het Griekse woord 'episkopos' (Latijn: 'episcopus'), waar het Nederlandse woord 'bisschop' een verbastering van is. 'Episkopos' betekent zoveel als opzichter.
Episcopale kerkorde is soms een synoniem van episcopalisme, een vorm van kerkelijke organisatie die heel wat aspecten vertoont van de organisatie van de Katholieke Kerk, maar daar op enkele essentiële punten van afwijkt.  Episcopalisme is in die zin niet een bepaald protestants kerkgenootschap, maar een denkrichting. 

## Episcopalisme in het protestantisme
Episcopaalse kerkgenootschappen zijn kerkgenootschappen die formeel een sterk hiërarchische gezagsstructuur hebben: aan het hoofd staat een (aarts)bisschop die het regionale gezag delegeert aan priesters, diakenen en leken. Het is dus een structuur die min of meer gelijk is aan die in de Rooms-Katholieke Kerk, alleen ontbreekt hier een centraal gezag in de persoon van een paus. Episcopaalse kerkgenootschappen worden dan ook gewoonlijk niet door één persoon bestuurd, maar door synodes; dat zijn vergaderingen van geestelijken die gezamenlijk het beleid van het kerkgenootschap bepalen.
Hoewel de term vooral voor Angelsaksische kerkgenootschappen (het Anglicanisme) wordt gebruikt, kunnen tot op zekere hoogte ook de lutherse kerkgenootschappen 'episcopaals' genoemd worden. In Nederland kent men alleen de Oud-Katholieke Kerk als een typisch episcopaals kerkgenootschap. Verschil met de Rooms-Katholieke Kerk is niet alleen de bestuurlijke structuur, maar (in z'n algemeenheid) ook een andere ethiek en theologie zoals vrouwen die priesterambten bekleden en een andere visie op huwelijk en seksuele moraal. Voor het overige verschillen episcopaalse kerkgenootschappen met het rooms-katholicisme door het ontbreken van kloosterorden alsmede een veel geringere Maria- en heiligenverering of het totaal ontbreken daarvan.
Sommige episcopaalse kerkgenootschappen beschouwen zich als 'katholiek' en andere zien zich meer als 'protestants'.